# Poliochera pustulatus
Poliochera pustulatus — вимерлий вид павукоподібних ряду рицінулей (Ricinulei). Вид існував у кінці кам'яновугільного періоду, 311-307 млн років тому. Скам'янілості виду знайдено у горах Тяньшань у Китаї.